# FicZone
El FicZone, anteriorment conegut com el Saló del Manga de Granada, és un esdeveniment de manga, cultura japonesa, còmics, animació i ciència-ficció que se celebra a la ciutat de Granada (Espanya). L'organitza l'Associació cultural Crossover amb la col·laboració d'altres entitats i associacions de diferents àmbits. Des de la primera edició, celebrada el 2009, aquest s'ha convertit en un dels salons més destacats d'Espanya.

## Història
La primera edició de 2009 es va celebrar els dies 23 i 24 maig al Palau de Congressos de Granada i va destacar per constituir una novetat, no només en l'àmbit granadí, sinó també en altres províncies del voltant (Màlaga, Jaén o Almeria).

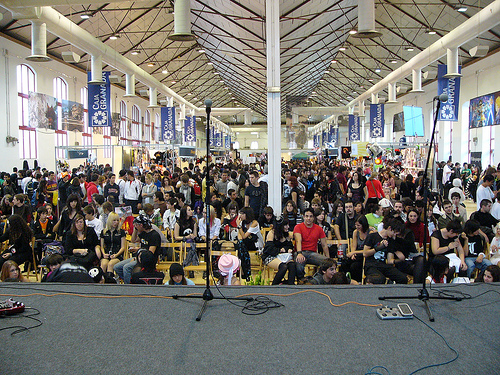
Interior del II Saló del Manga de Granada, al novembre de 2009.

Vist l'èxit de l'edició anterior, el novembre del mateix any es va celebrar una edició especial, aquest cop més enfocada al Japó i la cultura japonesa en si. En aquesta ocasió se celebrà del 6 al 8 de novembre a la Fira de Mostres de Armilla (FERMASA), rebent un gran nombre de visites que, fins i tot, van superar les expectatives de l'organització (15.000 persones). Aquesta edició va ser rebuda amb una major acollida que l'anterior, tant pel públic com pels mitjans de premsa regionals, especialment el <i>Diario Ideal</i>. La seva ambientació i temàtica sobre la cultura japonesa fou tota una novetat, així com un major espai en el qual es van desenvolupar les exposicions i activitats.
Amb la III Edició del Saló (celebrada el 27 i 28 de novembre de 2010) l'esdeveniment ha canviat de nom, adoptant el de Salón del Manga FicZone de Granada. En aquesta última edició celebrada, que va destacar pel canvi de nom i la presència d'alguns convidats de renom (com Kenny Ruiz) l'esdeveniment va tornar a celebrar-se al Palau de Congressos de Granada i, tot i que no va abandonar la temàtica del manga i l'anime, va enfocar-se més en la Ciència-ficció i el còmic europeu i nord-americà, així com en l'animació de diferent tipus. En aquesta ocasió va tornar a destacar l'afluència de públic, especialment els assistents procedents d'altres províncies.
En la segona meitat del 2011 (concretament, els dies 25, 26 i 27 de novembre) estava prevista la celebració d'una quarta edició d'aquest esdeveniment a la Fira de Mostres i Exposicions de Armilla sota el nom de Saló FicZone de Granada. No obstant, per raons alienes a l'organitzadora de l'esdeveniment, va haver de ser cancel·lada i posposada per 2012.